# Alto da Boa Vista (bairro de São Paulo)
O Alto da Boa Vista é um bairro nobre situado no distrito de Santo Amaro, na zona sul da capital paulista.
O nome corresponde a uma antiga parada de bondes, que funcionou até 1968, ano da última viagem desse tipo de transporte na capital de São Paulo. É um bairro, como o próprio nome indica, de grande altitude, um dos mais altos da capital. Tanto que o antigo Departamento de Águas e Esgotos (DAE), atual Sabesp, construiu um enorme reservatório no bairro.
Em 23 de setembro de 2007 o bairro comemorou a inauguração do Parque do Cordeiro.
O bairro era coberto por Mata Atlântica, intercalada com algumas poucas araucárias. Nos vales corriam pequenos riachos de águas (então) límpidas, povoados por pequenos peixes como Phaloceros caudimaculatus (espécie de agua doce, popularmente conhecido como barrigudinho) e outros. A fauna, principalmente avícola, era exuberante. Entre os mamíferos, sempre de pequeno porte, encontrados até a década de 60, apareciam as preás (Cavia aperea) e gambás (Didelphis sp). Ainda hoje podem ser avistados sabiás, bem-te-vis e muitas outras espécies. Atualmente parece estar acontecendo ocupação de algumas áreas por micos, provávelmente Callithrix jacchus, a espécie mais comum no Brasil. Esses animais provavelmente são provenientes de soltura e/ou escape e se adaptaram ao bairro, uma vez que são típicos do Nordeste, embora sejam muito capturados e vendidos como animais de estimação, o que explica sua ocorrência em muitos outros locais do Brasil. No bairro já foram avistados nas ruas Fraternidade, Conde D'Eu, São Benedito, Dr. Antônio Bento e outras. Alimentam-se de ovos de aves, frutas e exsudatos ("seiva") de árvores. Não aparentam ter predadores naturais.
O Alto da Boa Vista foi colonizado por alemães e ingleses. Até a década de 50 era muito comum ouvir crianças falando em alemão nas ruas do Alto da Boa Vista.
A ligação com São Paulo e Santo Amaro era feita pela estrada, alargada e asfaltada em 1959 e pela linha de bondes que ligava a Praça João Mendes a Santo Amaro. Além da estação "Alto da Boa Vista" na esquina da Rua Américo Brasiliense , existiam as estações "Floriano" na esquina da Rua São Sebastião, "Petrópolis" nos arredores da Fonte Petrópolis, "Frei Gaspar" e "Deodoro" na esquina da Rua Marechal Deodoro. Essa linha foi a última a ser extinta em São Paulo, no ano de 1968.
O Alto da Boa Vista está situado nas extensões da Avenida Adolfo Pinheiro com Rua Padre José de Anchieta até a Avenida Roque Petroni Jr. e Avenida Washington Luís. O bairro atualmente encontra-se em grande expansão imobiliária com lançamentos de apartamentos de alto padrão e com valorização extrema do metro quadrado da região. 
É vizinho de outros bairros nobres da cidade como: Brooklin Velho, Chácara Flora, Chácara Monte Alegre, Vila Sofia, Jardim dos Estados, Jardim Marajoara e Granja Julieta.

## Historia
Joachin Jose Esteve, um espanhol, junto a June, sua esposa americana, em 1939, viviam no bairro Jardim América. O casal realizou a compra de um terreno com 15 hectares no bairro Alto da Boa Vista, que localizava-se na zona sul de São Paulo, vizinho à Chácara Flora, no distrito de Santo Amaro.
O local adquirido pelo casal foi nomeado da mesma maneira que casa de campo da família em Barcelona, na Espanha, era chamada: Chácara Santa Helena. Um lugar silencioso e muito gostoso de passar os finais de semana, depois de um tempo passou a ser a Residência da família Esteve, que trabalhavam na área de exportação de algodão e café.
A área tem cerca de 25 mil metros quadrados preservados pela Mata Atlântica que possui cerca de 40 espécies de arvore nativas, como exemplo o ipê-amarelo.
No decorrer dos anos, os herdeiros de Esteve transformaram 85 mil metros quadrados em um empreendimento que acomodaria cerca de 53 casas de alto padrão. Já em contraparte, a prefeitura de São Paulo, realizou a compreensão ambiental e foram doados 197 mil metros quadrados, para então ser aprovado o projeto do empreendimento. A doação se tornou o Parque M'Boi Mirim, no Jardim Ângela. Também, o plantio de 33 mil arvores na cidade e a implantação de um Parque no Alto da Boa Vista, perto da residência do casal, foram necessários para a aprovação do projeto.
A Chácara Santa Helena, também foi idealizada para ser um local onde se proporciona a arquitetura contemporânea nacional. Para tal fim, o espanhol, chamou grupos de arquitetos para desenhas as casas, entre eles inclui Marcio Kogan, Arthur Casas, Gui Mattos, entre outros.

## Metrô
O bairro abriga estações de metrô como a Estação Largo Treze, a Estação Adolfo Pinheiro e a Estação Alto da Boa Vista, que são parte da Linha 5–Lilás.

## Localização
O Alto da Boa Vista fica localizado no distrito de Santo Amaro, na zona centro-sul da cidade de São Paulo, tendo em vista esta como uma região que é delimitada pelas avenidas Marginal Pinheiros, Roque Petroni Jr., Professor Vicente Rao e Washington Luís. Santo Amaro foi considerada a região com maior número de descendentes alemães no ano de 1829 por ter recebido o primeiro grupo de imigrantes alemães e que se instalaram no subdistrito de Colônia com 600 famílias de agricultores e apoio da Coroa Imperial do Brasil. A região de Santo Amaro já foi considerada o maior polo comercial da cidade de São Paulo e atualmente é considerado o segundo maior, tem também proximidade com zonas periféricas da cidade de São Paulo, em maior quantidade na divisa com o distrito de Jardim São Luís. Dentro do distrito há cerca de 4 universidade, 8 faculdades, 26 escolas municipais de ensino fundamental, 50 escolas estaduais, e 65 escolas particulares, de ensino médio tem-se 20 estaduais e 41 particulares. O bairro é classificado como "Zona de valor A" pelo CRECI, assim como os bairros de: Vila Nova Conceição Perdizes e Morro dos Ingleses.

## Teatros
Existem alguns teatros na região de Santo Amaro: 
- Teatro Alfa - Inaugurado em abril de 1998, localizado na rua Bento Branco de Andrade Filho, 722 no bairro de Santo Amaro, foi projetado com modernas referências internacionais em casas de espetáculos, realiza obras de teatro, dança, óperas musicais e etc, alem de possuir boa infraestrutura para a realização de congressos e seminários. Conta com o apoio da Lei de Incentivo á Cultura.[6]
- Teatro Paulo Eiró - Localizado na Avenida Adolfo Pinheiro 765, inaugurado em março de 1957, é considerado um polo cultural da região. O teatro foi construído para atender estabelecimentos educacionais, algumas associações, entidades esportivas e públicos interessados em atividades culturais no geral. Paulo Eiró que dá nome ao teatro, foi um importante poeta, escritor, dramaturgo e professor nascido no bairro em que está o teatro que o homenageia.[7]

## Religião
O bairro possui a Catedral Anglicana de São Paulo, assim como a Paroquia Sant'ana.